# 森伊藏酒造
森伊藏酒造有限責任公司，簡稱森伊藏酒造（日语：有限会社森伊蔵酒造），1885年在日本鹿兒島縣垂水市成立，總部位於鹿児島県垂水市牛根境，總裁為森覚志。主要生產及銷售燒酒及釀酒產品。
主要產品為「森伊蔵」、以及「極上森伊蔵」。

## 連結
- 森伊藏酒造有限責任公司 （页面存档备份，存于）